# Гавецький Андрій Юрійович
Андрі́й Ю́рійович Гаве́цький — сержант Збройних сил України.

## З життєпису
Родом з Підбужа. Станом на лютий 2013 року — сержант військової служби за контрактом 80-го окремого аеромобільного полку. Брав участь у миротворчій місії в Косові.
У часі боїв на сході України на 32-му блокпосту врятував свого командира, старшого лейтенанта Володимира Вишневського, ризикуючи власним життям. Вишневському вибухом відірвало ногу, він стікав кров'ю на прострілюваному просторі. Через 2 тижні й Гавецький зазнав поранення — в плече. Відбув на лікування до Львова — та щоб одружитися.

## Нагороди
- орден «За мужність» III ступеня (31.10.2014)